# Jimmy Nielsen
Pour les articles homonymes, voir Nielsen.
Jimmy Nielsen est un footballeur reconverti entraîneur danois né le 6 août 1977 à Aalborg. Il a évolué au poste de gardien de but au Danemark, en Angleterre et en MLS.

## Biographie
Jimmy Nielsen commence sa carrière au club amateur du B 52/Aalborg FC. Il arrive ensuite au AaB Ålborg où il effectue sa formation. Il en part à 17 ans pour signer dans le club anglais de Millwall où il ne jouera pas un seul match. Il revient alors au AaB Ålborg où il joue un match lors de la saison 1995-1996 puis onze la saison suivante. 
À partir de la saison 1997-1998, il va enchaîner dix saisons consécutives en championnat sans rater un seul match. Durant ces dix ans, il est sacré champion du Danemark en 1999 et est élu deux fois gardien de but de l'année (1998 et 2004). Il joue au total 398 matchs à Ålborg, ce qui est le troisième meilleur total historique du club.
Il signe le 4 juin 2007 à Leicester City. Mais il ne joue pas à la suite de l'arrivée de Márton Fülöp en prêt en provenance de Sunderland. Il demande alors à partir du club. Ce souhait est exaucé le 22 janvier 2008 à la suite d'une rupture à l'amiable. Le lendemain, il signe un contrat de deux ans et demi dans le club danois du Vejle BK. Après deux ans au club, il signe début 2010 au Sporting Kansas City où il devient gardien titulaire. À l'issue de cette première saison dans la franchise américaine, il prolonge un an au club. Lors de la saison 2011, il est élu meilleur joueur du club par les fans et il prolonge deux ans au club. En 2012, il est nommé capitaine de la franchise.
Sur le plan international, il joue pour l'équipe du Danemark des moins de 19 ans puis pour l'Danemark espoirs, mais il est exclu de cette dernière en 1999 pour avoir été dans un casino de Vejle avec deux de ses coéquipiers Allan Jepsen, Peter Degn. Il en héritera le surnom de Casino-Jimmy.
Le 9 décembre 2013, Jimmy Nielsen annonce la fin de sa carrière de footballeur professionnel à la suite de la victoire en finale de la MLS du Sporting Kansas City deux jours auparavant. 
Le 20 décembre 2013, il est nommé entraîneur de l'Oklahoma City Energy FC, une franchise nouvellement créée et qui évolue en USL Pro.

## Palmarès

### Collectif
- Championnat du Danemark : 1999
- Coupe MLS : 2013

### Individuel
- Meilleur gardien du championnat du Danemark : 1998 et 2004
- Gardien de l'année de MLS : 2012
- Arrêts de la semaine en MLS
  - 6 en 2010 (Semaines 9, 13, 14, 16, 21 et 22)[12]
  - 4 en 2011 (Semaines 19, 21, 25 et 32)[13]
  - 6 en 2012 (Semaines 7, 13-15, 18, 19, 31 et 32)[14]
- All-Star de MLS : 2010 et 2012[15]